# Tobias monstrosus
Tobias monstrosus là một loài nhện trong họ Thomisidae.
Loài này thuộc chi Tobias. Tobias monstrosus được Eugène Simon miêu tả năm 1929.